# Cymopterus macrorhizus
Cymopterus macrorhizus là một loài thực vật có hoa trong họ Hoa tán. Loài này được Buckley mô tả khoa học đầu tiên năm 1862.